# Onthophagus sumbavensis
Onthophagus sumbavensis là một loài bọ cánh cứng trong họ Bọ hung (Scarabaeidae).